# Batalla de Toulouse
La batalla de Toulouse (en francés) o Tolosa (en español) (10 de abril 1814) fue una de las batallas de las Guerras napoleónicas, considerada además la última de la Guerra de la Independencia Española. El cuarto ejército español, junto con las tropas británicas y portuguesas, bajo el mando del duque de Wellington, infligieron la última derrota al ejército napoleónico en aquella ciudad. Con esta victoria se puso fin a una larga guerra que había comenzado con la sublevación del pueblo de Madrid el 2 de mayo de 1808 y que terminó con la toma de la ciudad, el 12 de abril y la retirada francesa.

## Participantes
La batalla de Toulouse, que tuvo lugar en 1814 durante las Guerras Napoleónicas, involucró a las fuerzas francesas dirigidas por el mariscar Soult y las británicas, españolas y portuguesas esta coalición dirigida por Wellington.

## Causas
Después de la conquista de varios territorios europeos por parte de Napoleón, este se lanzó a por España en 1808. Para llevar a cabo su conquista, elaboró una estrategia en la que solicitaba a Godoy su permiso para atravesar España e invadir Portugal firmando el Tratado de Fontainebleau (1807). A su paso por la Península ibérica, fue invadiendo territorios lo que originó la guerra de la Independencia Española. Napoleón puso a su hermano José I Bonaparte en el trono de España, aunque tras sucesivas batallas como la batalla de Vitoria, se vio obligado a dejar su cargo en 1813 y regresar a Francia. Los españoles, al terminar la lucha en su territorio, se unieron al ejército británico-portugués para llevar a cabo una conquista del sur de Francia, iniciada en la batalla del río Nivelle e intentar derrocar a Napoleón.

## Desarrollo
El ejército español, junto al británico-portugués, llegaron a Toulouse dirigidos por el Duque de Wellington después de derrotar a los franceses en Garris el 15, Orthez el 27 de febrero y de asegurar Burdeos el 12 de marzo. El 10 de abril una división española y dos británicas fueron derrotadas por los franceses, aunque estos últimos tuvieron cuantiosas bajas. A causa de esto, Wellington se retiró para organizar a su ejército, mientras que Soult, defensor de Toulouse, organizaba una escapada de la ciudad ante el temor de quedar aislado dirigiéndose a Villefranche-de-Rouergue. El 12 de abril, tras el regreso de Wellington, entra en la ciudad donde un gran número de realistas franceses le aclaman. Soult se rendiría el 17 de abril al ser informado mediante un despacho de Louis Alexandre Berthier de la abdicación de Napoleón I mediante el Tratado de Fontainebleau (1814).

## Consecuencias
Tras el acuerdo de dar por terminada la batalla, las consecuencias se hicieron ver en ambos bandos.
Por un lado, Francia perdió a 3.200 hombres en la lucha, mientras que el bando aliado sufrió 4.756 pérdidas en su ejército. Además los daños causados en la ciudad de Toulouse fueron de gran consideración ya que la batalla fue muy violenta. El 19 de abril en la ciudad se firma una convención por la que se acuerda la retirada de las tropas francesas, que seguían en España. Entregándose las plazas de Tortosa el 18 de mayo, Sagunto el 22, Peñíscola el 25, Barcelona y Santoña el 28, Hostalrich el 3 de junio y por último el castillo de Figueras el 4 de junio.
En septiembre, las tropas aliadas se retiraron del territorio francés y regresaron a la península ibérica.